# Gare centrale de Stuttgart
La gare centrale de Stuttgart (en allemand : Stuttgart Hauptbahnhof) est une gare ferroviaire allemande, située au centre-ville de Stuttgart, la capitale du Land de Bade-Wurtemberg.
C'est la plus grande gare ferroviaire de la ville pour le trafic régional et grandes lignes, le principal nœud du réseau de S-Bahn de Stuttgart, et, avec la station de Charlottenplatz, le principal nœud de la Stadtbahn de Stuttgart (métro léger).
Située à l'extrémité Nord-Est de la Königstraße, la principale zone piétonne du centre-ville, la gare grandes lignes est une gare terminus (en impasse), alors que la gare souterraine de la S-Bahn et de la Stadtbahn sont passantes. La gare est connue pour sa tour de 12 étages, surmontée d'une grande enseigne rotative illuminée en forme d'étoile de la marque Mercedes-Benz ; la tour et la gare sont des repères de la ville.
Le projet Stuttgart 21 vise une gare traversante sur l'axe de la magistrale européenne.

## Histoire

### Première et deuxième gare centrale

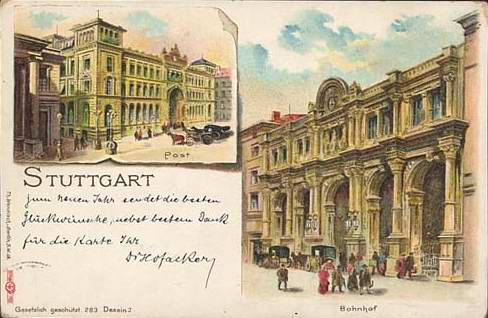
La Centralbahnhof en 1900.

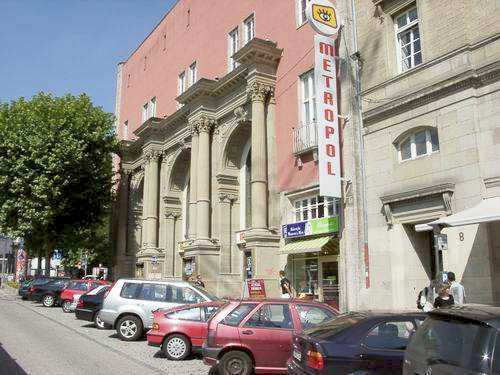
Le bâtiment de l'ancienne Centralbahnhof en 2004.

Jusqu'en 1922, la gare centrale était située sur la Schlosstraße (l'ancienne gare se trouvait à l'emplacement de l'actuelle Bolzstraße), près de la Schloßplatz. Le bâtiment de la première gare, une gare en impasse avec quatre voies, a été construit par Karl Etzel pour l'ouverture de la Ligne centrale (de), avec ses deux branches vers Ludwigsbourg et Esslingen. Le bâtiment n'était pas remarquable à cette époque, avec le hall de gare en bois, qui couvrait les quatre voies. Le 26 septembre 1846, le premier train, qui arrivait de Cannstatt, entrait en gare. Vers 1854, la première phase de la construction du réseau ferré du royaume de Wurtemberg, avec des lignes vers Heilbronn, Bretten, Ulm, et Friedrichshafen, était terminée.
Du fait de l'augmentation du trafic ferroviaire, le premier bâtiment a été remplacé par une nouvelle construction au même endroit dans les années 1860. Entre 1863 and 1867, les ingénieurs Klein, Morlok, et Abel ont créé cette deuxième gare, avec huit voies, comprenant un bâtiment avec des arches grandioses de style Renaissance. Vers 1900, cette gare était déjà trop petite. Des parties de la façade de ce bâtiment font aujourd'hui partie d'un centre de congrès et cinéma, le Metropol.

### La gare centrale d'aujourd'hui

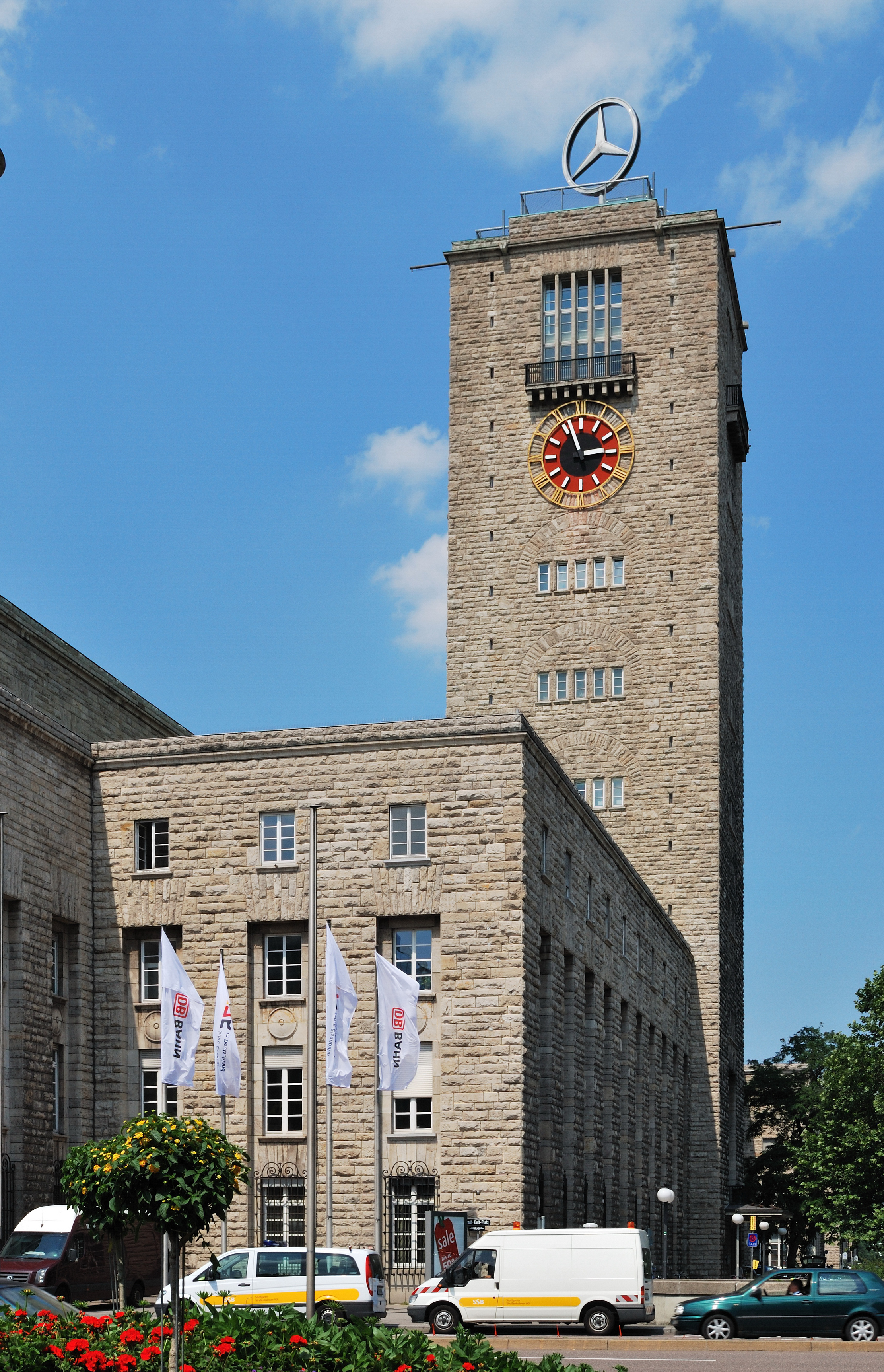
La tour de la Hauptbahnhof en 2010.

La Hauptbahnhof actuelle a été construite entre 1914 et 1928, à environ 500 mètres seulement à l'est de l'ancienne gare, sur la Arnulf-Klett-Platz.
En 1910, les Chemins de fer d'État royaux wurtembergeois (de) (Königlich Württembergischen Staats-Eisenbahnen ou K.W.St.E.) ont  souscrit un concours architectural, auquel ont participé 70 concurrents. Il a été gagné par les architectes Paul Bonatz et Friedrich Eugen Scholer avec leur projet de umbilicus sueviae - le Nombril de la Souabe. Après avoir subi de nombreux changements, dont le déplacement de la tour depuis la façade principale vers l'aile au Schlossgarten, la construction a commencé en 1914 sur la Cannstatter Straße. Pour maintenir le trafic ferroviaire vers l'ancienne gare, la construction a dû être menée en deux phases, la première a été mise en service le 22 octobre 1922, et la seconde a été terminée en 1928.
En plus de sa grande qualité architecturale, le nouveau bâtiment était bien intégré dans les autres structures du centre-ville. Le bâtiment massif s'adapte presque imperceptiblement au terrain escarpé - il y a près de 5 mètres du point le plus haut au plus bas, entre le pied de la tour et la sortie Nord. Bonatz a placé la tour directement dans l'axe de la Königstraße, comme un point de vue, et un autre axe le long de la tour et de l'aile sur le Schlossgarten se prolonge vers la vallée du Neckar. Le projet d'origine prévoyait une route menant directement à la gare, mais Bonatz l'a éliminé en faveur de la Lautenschlagerstraße, telle qu’elle est aujourd'hui, et qui rejoint la Kleine Schalterhalle (petite salle des guichets). Derrière ce hall se trouvent les voies affectées au trafic local, et à l'intérieur, entre cette salle et le bâtiment principal se trouve la sortie centrale, ce qui est bénéfique pour les flux de circulation. Sous le faisceau de voies, trois tunnels perpendiculaires aux voies procurent des accès très fonctionnels : le tunnel principal s'étend depuis l'annexe du bureau de poste jusqu'à la zone nord-est de la gare, un tunnel piéton facilite le changement de voies, et un troisième tunnel est conçu pour le transit de fret express.
La construction a des caractéristiques de grande qualité. La façade est en pierre à chaux, couverte de briques ; à l'intérieur, du grès, du tuf, et des briques forment les murs. Les structures de toit sont partiellement plates en bois, et partiellement en béton armé. L'utilisation de béton apparent sur les piliers donne une touche de modernité à la salle principale. La structure dispose d'éléments traditionnels, présentés dans la monumentalité et dans des décorations discrètes, ainsi que des éléments plus modernes, comme le montrent les structures de toit plat par exemple. Le bâtiment est une des plus importantes réalisations architecturales du sud de l'Allemagne.
Le 15 mai 1933, l'électrification des 17 voies était terminée. Pendant la Seconde Guerre mondiale, le bâtiment a été sévèrement touché à plusieurs reprises, même si la fausse structure construite pour ressembler à la gare centrale à proximité de Lauffen am Neckar a réussi à empêcher la poursuite de la destruction. La reconstruction a pris plusieurs années après la fin de la guerre. Le 20 août 1987, le bâtiment a été désigné monument culturel d'importance spéciale.

### S-Bahn,Stadtbahnet Stuttgart 21
Entre 1971 et 1978, un tunnel a été creusé sous la gare principale pour l'interconnexion du réseau de S-Bahn de la région centrale du Neckar, et une gare souterraine a été construite. Cette gare comporte deux voies, avec un quai central, et a été mise en service le 1er octobre 1978.
La station souterraine du métro (U-Bahn) et du tramway (Straßenbahn), appelée Hauptbahnhof (Arnulf-Klett-Platz), a été mise en service le 9 avril 1976. Aujourd'hui, sept lignes de Stadtbahn (métro léger) desservent la gare. La dernière ligne de tramway (Straßenbahn), la ligne 15, a été convertie en Stadtbahn le 9 décembre 2007. Le quai bas des tramways (Straßenbahn) n'est plus utilisé en service régulier, mais peut occasionnellement servir pour des circulations spéciales ou historiques.
La gare de marchandises, qui comportait une bosse de triage et des freins de rails, a été fermée, à la fois à cause de la réduction du trafic fret, et de la préparation pour le projet Stuttgart 21. La construction de la nouvelle gare souterraine dans le cadre de Stuttgart 21 devait à l'origine démarrer en 2005 et se terminer en 2012 ; le planning révisé prévoit maintenant un démarrage en 2010, et une fin, incluant la nouvelle LGV Wendlingen - Ulm, en 2019, pour un coût total de 4,8 milliards d'euros.

## Détails de la structure du bâtiment

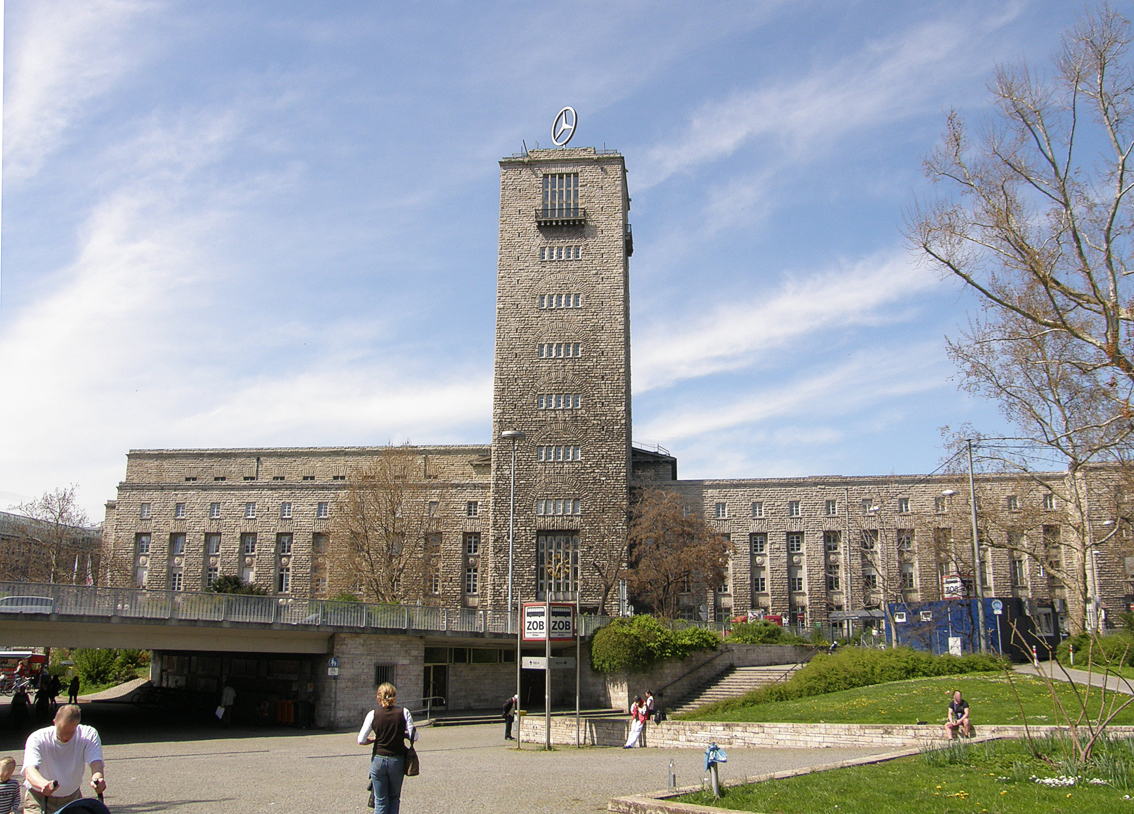
La tour de gare de la Hauptbahnhof, vue depuis le milieu du Schlossgarten.

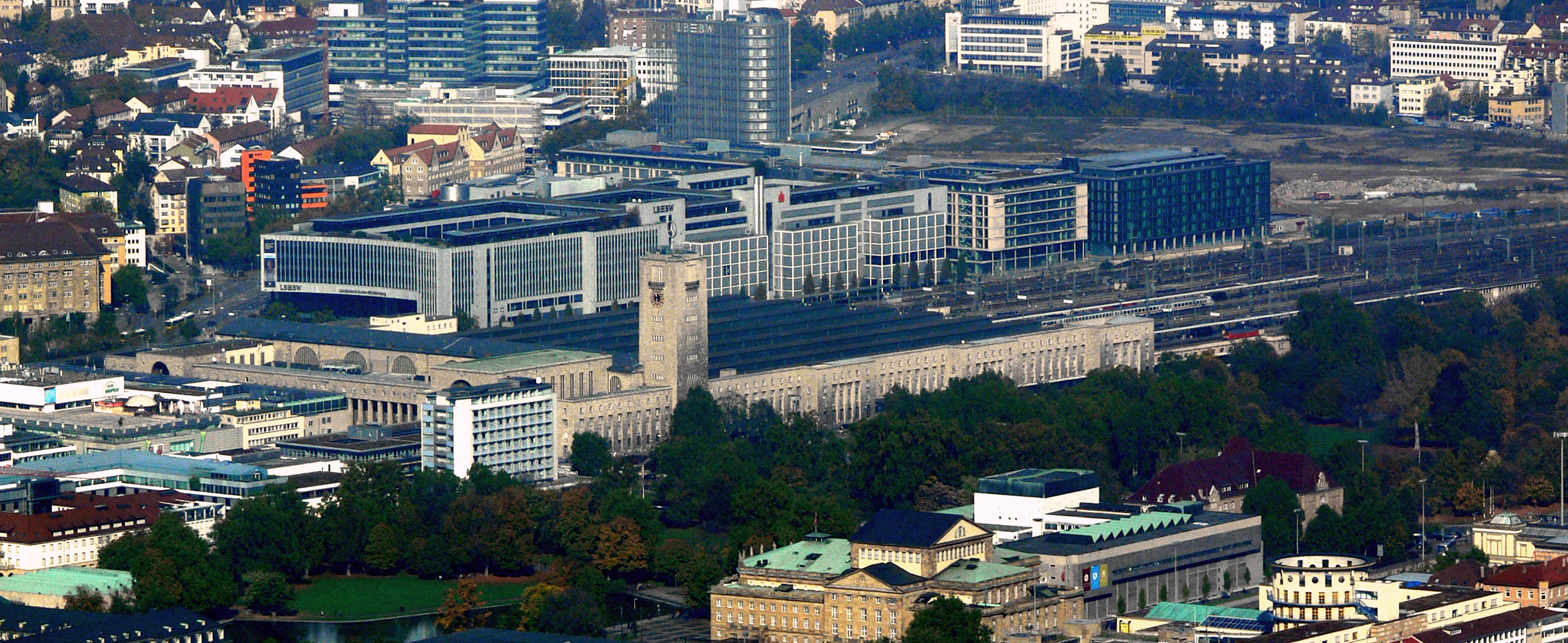
La Hauptbahnhof, vue depuis la tour de télévision.

Le bâtiment de la gare a été construit en béton armé, qui a été couvert de pierres de taille en calcaire coquillier issu des environs de Crailsheim grossièrement taillées. La tour de la gare mesure 56 mètres de haut, avec l'étoile Mercedes-Benz tournante qui mesure 5 mètres de rayon sur la terrasse des visiteurs au neuvième niveau juste au-dessus du Bistro21. Sur la tour se trouve aussi une horloge de 5,50 mètres de rayon. Dans la tour est installé TurmForum Stuttgart 21, qui donne des informations en rapport avec le projet Stuttgart 21.
L'avant du bâtiment porte une citation de Georg Wilhelm Friedrich Hegel sous la forme d'une inscription illuminée : « … daß diese Furcht zu irren schon der Irrtum selbst ist. » - traduit librement en « se laisser berner par cette peur est une folie en soi ». L'inscription est un travail de l'artiste Joseph Kosuth datant du début des années 1990.
Les trains grandes lignes terminent leur courses dans la gare terminus située au-dessus du sol, sur l'une des 17 voies (1 à 16 et 1a) qui sont situées au deuxième niveau du hall principal, avec l'entrée principale et les guichets au niveau du sol. Dans le hall principal, près de la sortie sud, se trouve un salon de la DB pour les voyageurs de première classe et les membres de programmes de fidélité, comme bahn.comfort, AIRail, ou Miles & More. Dans la gare souterraine de la S-Bahn, qui se trouve au troisième niveau souterrain, tout le trafic S-Bahn, qui se trouve sous l'autorité du Verkehrs- und Tarifverbund Stuttgart (de) (VVS), s'arrête sur l'une des deux voies (numérotées 101 et 102).
Sous le parvis de la gare, les sept lignes de Stadtbahn traversent le deuxième niveau souterrain. Un passage au premier niveau sous-sol, où se trouvent de nombreux magasins et boutiques, sert de connexion piétonne entre la gare et le centre-ville. Une partie de ce premier niveau est occupée par un parking et un abri multi-usages. En cas d'urgence civile, une partie du parking pourrait être convertie en abri avec des lits, séparé du reste du parking par des portes pressurisées ; la salle de contrôle, une cuisine, des équipements sanitaires, et le système de conditionnement d'air et d'eau pour l'abri sont situés au deuxième sous-sol.
En tant que partie du projet Stuttgart 21, les deux ailes du bâtiment principal conçu par Bonatz, ainsi que le faisceau de voies, doivent être démolis, à partir de la fin 2009, malgré le statut de monument culturel de la structure. Matthias Roser, architecte de Stuttgart et expert de Bonatz a lancé un appel international pour la préservation de la Hauptbahnhof, y compris les ailes, et plus de 400 architectes, historiens des bâtiments, conservateurs de monuments, historiens de l'art, et urbanistes, tels que Richard Meier, lauréat du prix Pritzker, ou David Chipperfield, ont rejoint cet effort. Ce groupe voit le bâtiment conçu par Bonatz comme l'une des plus importantes structures de gares ferroviaires du XXe siècle en Allemagne et en Europe dans son ensemble, et sont opposés à tout changement de la structure.

## Dessertes

### Itinéraires
La Hauptbahnhof est un nœud concernant les lignes suivantes :
- LGV Mannheim - Stuttgart vers Mannheim
- Ligne de l'Ouest (de) (Westbahn) vers Mühlacker – Karlsruhe/Heidelberg
- Ligne de Franconie (de) (Frankenbahn) vers Bietigheim-Bissingen – Heilbronn – Würzburg
- Ligne de la Forêt-Noire (de) (Schwarzwaldbahn) vers Leonberg – Weil der Stadt [– Calw]
- Ligne de la Murr (de) (Murrbahn) vers la direction de Backnang – Nuremberg
- Ligne de la Rems (de) (Remsbahn) vers Schorndorf – Aalen
- Ligne de la vallée de la Fils (de) (Filstalbahn) vers Plochingen – Göppingen – Ulm
- Ligne Neckar-Alb (de) (Neckar-Alb-Bahn) vers Plochingen – Tübingen
- Gäubahn vers Herrenberg – Rottweil/Freudenstadt - Singen

### Liaisons à longue-distance
Les liaisons à longue-distance disponibles à Stuttgart Hauptbahnhof les plus significatives sont les suivantes :
| Liaison | Itinéraire | Fréquence           |
| ------- | --- | ------------------- |
| ICE 11  | Berlin – Cassel – Francfort-sur-le-Main – Stuttgart – Munich – (Innsbruck) | toutes les 2 heures |
| ICE 22  | Kiel / Hambourg – Hanovre – Göttingen – Cassel – Fulda – Francfort-sur-le-Main – Gare de l'aéroport de Francfort – Mannheim – Stuttgart                                                 | toutes les 2 heures |
| ICE 42  | Dortmund – Essen – Düsseldorf – Cologne – Siegburg/Bonn – Gare de l'aéroport de Francfort – Mannheim – Stuttgart – Ulm – Augsbourg – Munich                                             | toutes les 2 heures |
| ICE 83  | (Francfort-sur-le-Main) – Stuttgart – Horb – Rottweil – Tuttlingen – Singen (Htw.) – Schaffhausen – Bülach – Zurich                                                                     | toutes les 2 heures |
| TGV 87  | Paris – Strasbourg – Karlsruhe – Stuttgart | 4 trains            |
| IC 30   | Westerland (Sylt)/Ostseebad Binz – Hambourg – Brême – Münster (Westf.) – Dortmund – Essen – Cologne – Bonn – Coblence – Mayence – Mannheim – Heidelberg – Vaihingen (Enz) – Stuttgart   | toutes les 2 heures |
| IC 32   | Berlin – Hanovre – Bielefeld – Dortmund – Cologne – Coblence – Mayence – Mannheim – Heidelberg – Vaihingen (Enz) – Stuttgart – Ulm – Friedrichshafen – Lindau – Bregenz – Innsbruck     | 1 train             |
| IC 35   | Norddeich – Emden – Münster (Westf.) – Duisbourg – Cologne – Bonn – Coblence – Mayence – Mannheim – Heidelberg – Stuttgart                                                              | 1 train             |
| IC 55   | Leipzig – Magdebourg – Braunschweig – Hanovre – Dortmund – Cologne – Bonn – Coblence – Mayence – Mannheim – Heidelberg – Stuttgart – Göppingen – Ulm – Memmingen – Kempten – Oberstdorf | 1 train             |
| IC 60   | Karlsruhe – Stuttgart – Göppingen – Ulm – Guntzbourg – Augsbourg – Munich | toutes les 2 heures |
| IC 61   | Karlsruhe – Pforzheim – Stuttgart – Aalen – Crailsheim – Ansbach – Nuremberg | toutes les 2 heures |
| IC 62   | Sarrebruck / Francfort-sur-le-Main – Heidelberg – Stuttgart – Ulm – Guntzbourg – Augsbourg – Munich – Rosenheim – Salzbourg – Klagenfurt / Graz                                         | toutes les 2 heures |

### Liaisons régionales
| Itinéraire | Itinéraire | Fréquence |
| ---------- | --- | --- |
| IRE R1     | Stuttgart - Plochingen - Göppingen - Geißlingen (Steige) - Ulm - Biberach - Friedrichshafen - Lindau           | toutes les 2 heures |
| IRE R5     | Stuttgart - Vaihingen (Enz) - Mühlacker - Pforzheim - Karlsruhe                                                | toutes les 2 heures (plus trains supplémentaires Stuttgart - Vaihingen) |
| IRE R8     | Stuttgart - Reutlingen - Tübingen - Hechingen - Albstadt - Sigmaringen - Aulendorf                             | toutes les 2 heures (avec certains trains coupé à Tübingen avec une tranche vers Horb) |
| RE R1      | Stuttgart - Esslingen (N) - Plochingen - Göppingen - Geislingen (Steige) - Ulm                                 | toutes les heures |
| RE R2      | Stuttgart - Waiblingen - Schorndorf - Schwäbisch Gmünd - Aalen                                                 | toutes les heures (à partir de midi jusqu'au soir : toutes les 30 minutes) |
| RE R3      | Stuttgart - Waiblingen - Backnang - Schwäbisch Hall-Hessental - Crailsheim - Ansbach - Nuremberg               | toutes les 2 heures (du lundi au vendredi entre Stuttgart et Schwäbisch Hall toutes les heures, toutes les 30 minutes aux heures de pointe ; le week-end, Stuttgart-Schwäbisch Hall nécessite une correspondance à Backnang) |
| RE R4      | Stuttgart - Ludwigsburg - Bietigheim-Bissingen - Heilbronn - Bad Friedrichshall - Osterburken - Würzburg       | toutes les 2 heures |
| RE R5      | Stuttgart - Ludwigsburg - Bietigheim-Bissingen - Vaihingen (Enz) - Mühlacker - Pforzheim - Karlsruhe           | toutes les 2 heures |
| RE R5      | Stuttgart - Ludwigsburg - Bietigheim-Bissingen - Vaihingen (Enz) - Mühlacker - Bretten - Bruchsal - Heidelberg | toutes les 2 heures |
| RE R7      | Stuttgart - Böblingen - Herrenberg - Eutingen im Gäu - Horb - Rottweil - Tuttlingen - Singen (Hohentwiehl)     | toutes les 2 heures |
| RE R7      | Stuttgart - Böblingen - Herrenberg - Eutingen im Gäu - Horb - Rottweil                                         | toutes les 2 heures (trains partagés entre Stuttgart et Eutingen avec les trains RegionalExpress Stuttgart–Freudenstadt) |
| RE R7      | Stuttgart - Böblingen - Herrenberg - Eutingen im Gäu - Freudenstadt                                            | toutes les 2 heures (trains partagés entre Stuttgart et Eutingen avec les trains RegionalExpress Stuttgart–Rottweil) |
| RE R8      | Stuttgart - Esslingen (N) - Plochingen - Nürtingen - Metzingen - Reutlingen - Tübingen                         | toutes les heures (à partir de midi jusqu'au soir : toutes les 30 minutes) |
| RE R1      | Stuttgart - Esslingen - Plochingen - Göppingen - Geislingen (Steige)                                           | toutes les 2 heures |
| RE R1      | Stuttgart - Ludwigsburg - Bietigheim-Bissingen - Heilbronn - Bad Friedrichshall - Mosbach-Neckarelz            | toutes les heures (entre Stuttgart et Heilbronn toutes les 30 minutes) |

Dans la majorité des cas, ces liaisons ont Stuttgart pour origine ou destination. Cela signifie que pour la plupart des voyages via Stuttgart Hauptbahnhof, un changement de trains est nécessaire. Dans le cadre du projet Stuttgart 21, la gare de Stuttgart Hbf devenant une gare de passage, la plupart des relations régionales ne nécessiteraient plus de changement de trains.
Un sujet de discussion récurrent est la réouverture de la section Weil der Stadt – Calw sur la Ligne de la Forêt-Noire (Wurtemberg) (de), ce qui signifierait l'ajout d'un train Regionalbahn ou Regional-Express avec pour itinéraire Stuttgart – Leonberg – Weil der Stadt – Calw.

### Liaisons S-Bahn
| Ligne | Itinéraire |
| ----- | --- |
| S1    | Kirchheim unter Teck (de) - Wendlingen (de) - Plochingen – Esslingen (de) – Neckarpark (de) – Bad Cannstatt – Gare centrale – Schwabstraße (de) – Vaihingen (de) – Rohr (de) – Böblingen (de) – Herrenberg (de) (trains supplémentaires les jours ouvrables entre Esslingen et Schwabstraße ou Böblingen)                                          |
| S2    | Schorndorf (de) – Endersbach (de) - Waiblingen (de) – Bad Cannstatt – Gare centrale – Schwabstraße – Vaihingen – Rohr – Flughafen/Messe (de) – Filderstadt (de) (trains supplémentaires les jours ouvrables entre Schorndorf et Vaihingen) |
| S3    | Backnang (de) – Winnenden – Waiblingen – Bad Cannstatt – Gare centrale – Vaihingen – Rohr – Flughafen/Messe (du fait de l'ouverture du nouveau centre des expositions, des trains joignent l'aéroport les week-ends ; la desserte de fin de soirée s'arrête à Vaihingen ; trains supplémentaires les jours ouvrables entre Backnang et Vaihingen). |
| S4    | Schwabstraße – Gare centrale – Zuffenhausen (de) – Louisbourg (de) – Marbach (de) |
| S5    | Schwabstraße – Gare centrale – Zuffenhausen – Louisbourg – Bietigheim (de) |
| S6    | Schwabstraße – Gare centrale – Zuffenhausen – Leonberg (de) – Renningen (de) - Weil der Stadt (de) |

L'abréviation de la gare S-Bahn est TST.

### Fret

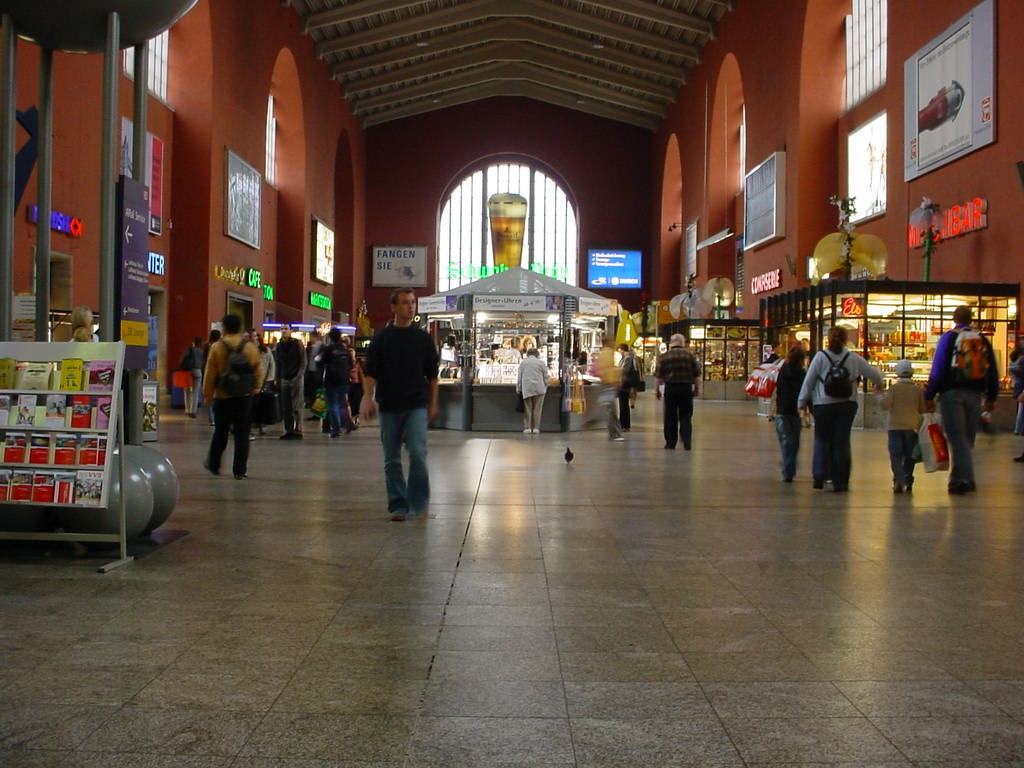
Hall de la gare en 2004.

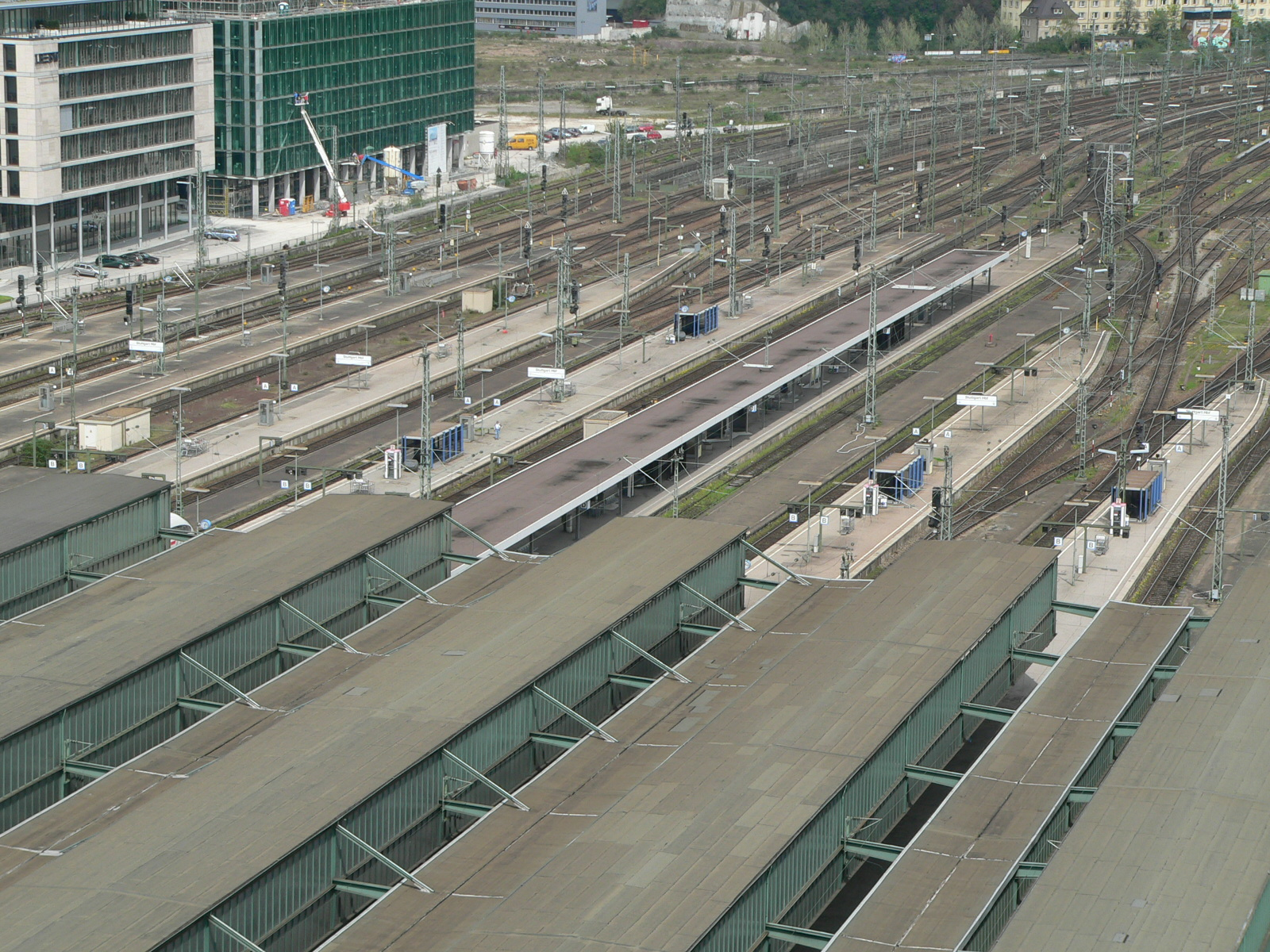
Une vue des voies depuis la tour en 2005.

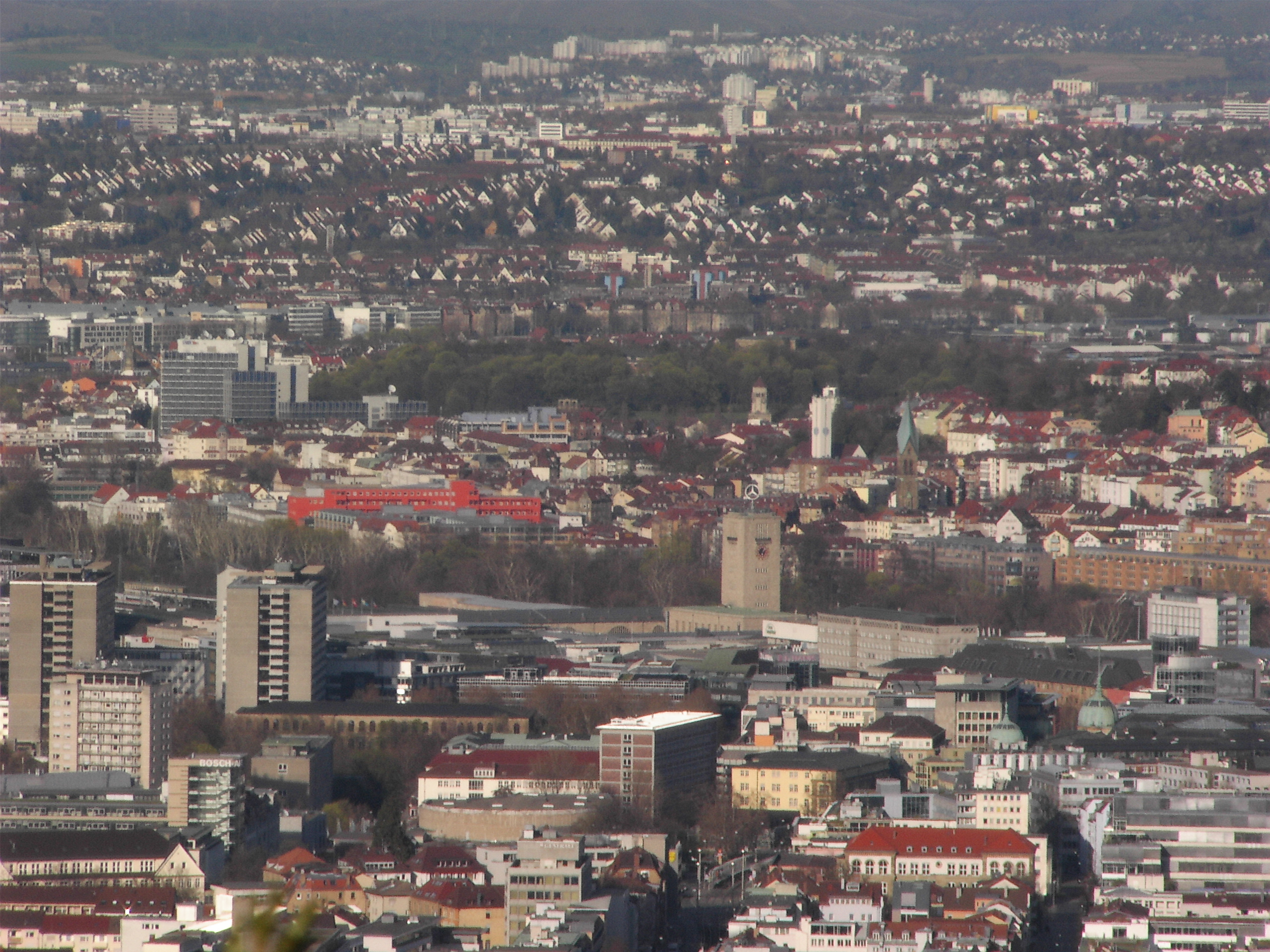
La gare vue de l'ouest (en bas au centre).

En plus de la desserte voyageurs, il existait une gare de marchandises, aujourd'hui fermée et démolie, et un petit triage, qui comportait une bosse et des freins de voie.

### Stadtbahn
Sous la Arnulf-Klett-Platz (le parvis de la gare), le nœud le plus grand et le plus important du réseau de Stadtbahn (métro léger) est desservi par les lignes suivantes :
| Ligne | Itinéraire |
| ----- | --- |
| U5    | Killesberg (de) – Gare centrale – Degerloch – Möhringen (de) – Leinfelden Tous les autres trains finissent à Möhringen Bahnhof, ou du lundi au vendredi entre 8h30 et 15h30 à l'arrêt Degerloch Albstraße. |
| U6    | Gerlingen – Weilimdorf (de) – Feuerbach – Gare centrale – Degerloch – Möhringen – Fasanenhof (de) - Aéroport de Stuttgart/Salon de Stuttgart (de)                                                          |
| U7    | Mönchfeld (de) – Zuffenhausen - Gare centrale – Ruhbank/Tour de télévision – Heumaden (de) – Ostfildern |
| U9    | Hedelfingen (de) – Wangen - Raitelsberg – Gare centrale – Vogelsang (– Botnang) Seulement entre Hedelfingen et Vogelsang pendant l'été et hors des heures de pointe.                                       |
| U12   | Remseck – Hallschlag (de) - Stuttgart-Nord (de) – Gare centrale - Degerloch - Möhringen - Dürrlewang |
| U15   | Stammheim - Zuffenhausen - Gare centrale - Eugensplatz (de) - Ruhbank/Tour de télévision (– Heumaden) |

Desserte supplémentaire en cas d'événements au Neckarpark (de) et à la Foire de Cannstatt (de) :
| Line No. | Route                                                                                            |
| -------- | ------------------------------------------------------------------------------------------------ |
| U11      | Gare centrale – Rotebühlplatz – Mineralbäder – Foire de Cannstatt (de) – Neckarpark (de) (Stade) |

## Desserte aérienne
La Hauptbahnhof a reçu le code AITA ZWS, car la gare est utilisée par la Lufthansa dans le concept AIRail. Les voyageurs peuvent voyager en ICE, qui reçoivent aussi un numéro de vol, vers l'aéroport de Francfort, au lieu d'emprunter un vol court-courrier. Pour cette raison, la Lufthansa dispose d'un comptoir d'enregistrement près de l'entrée depuis la Arnulf-Klett-Platz. Les voyageurs pouvaient à la fois s'enregistrer et recevoir leurs bagages à ce comptoir jusqu'en 2007 ; depuis, seul l'enregistrement est possible.

## Projet Stuttgart 21

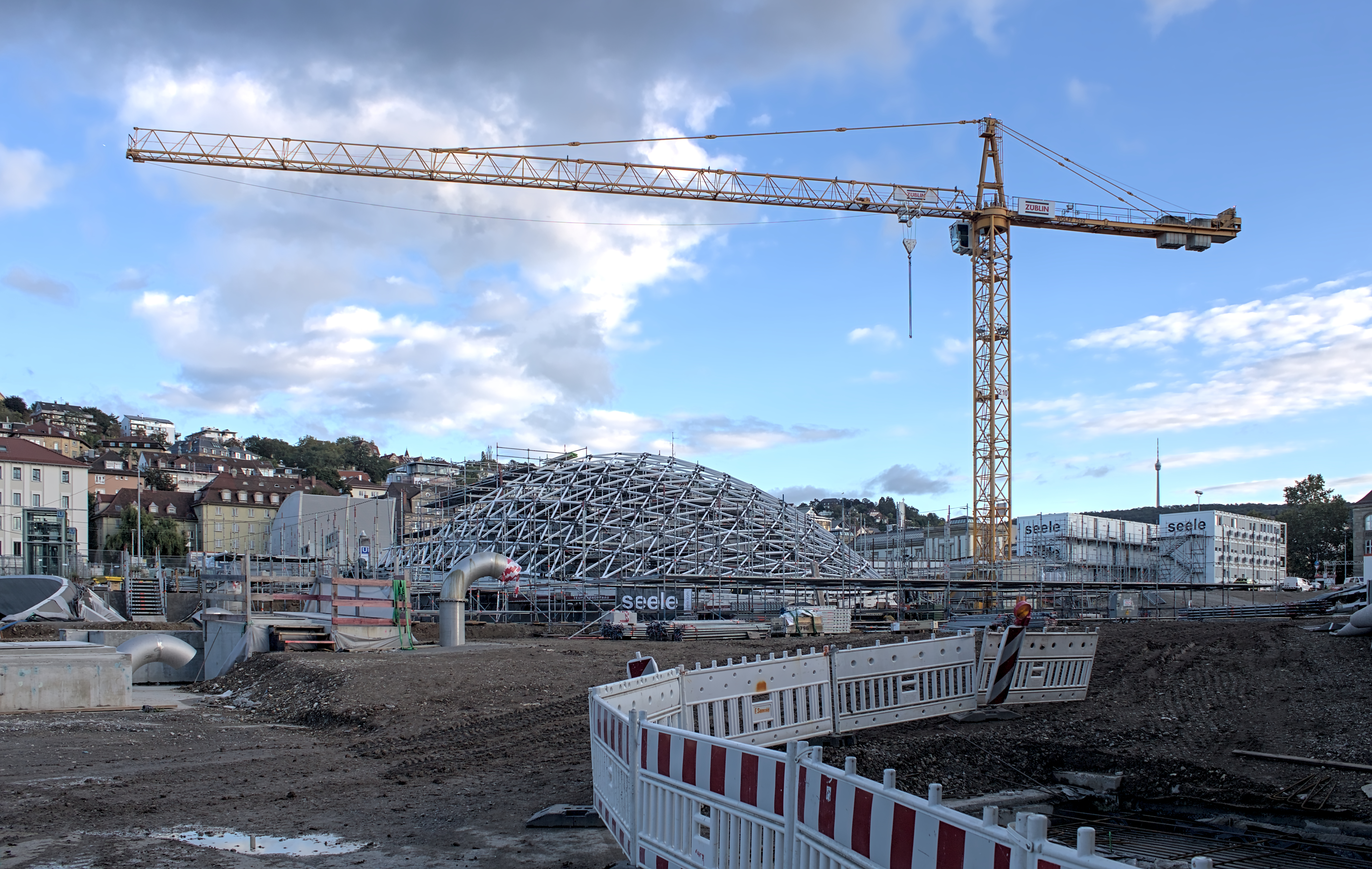
Octobre 2024

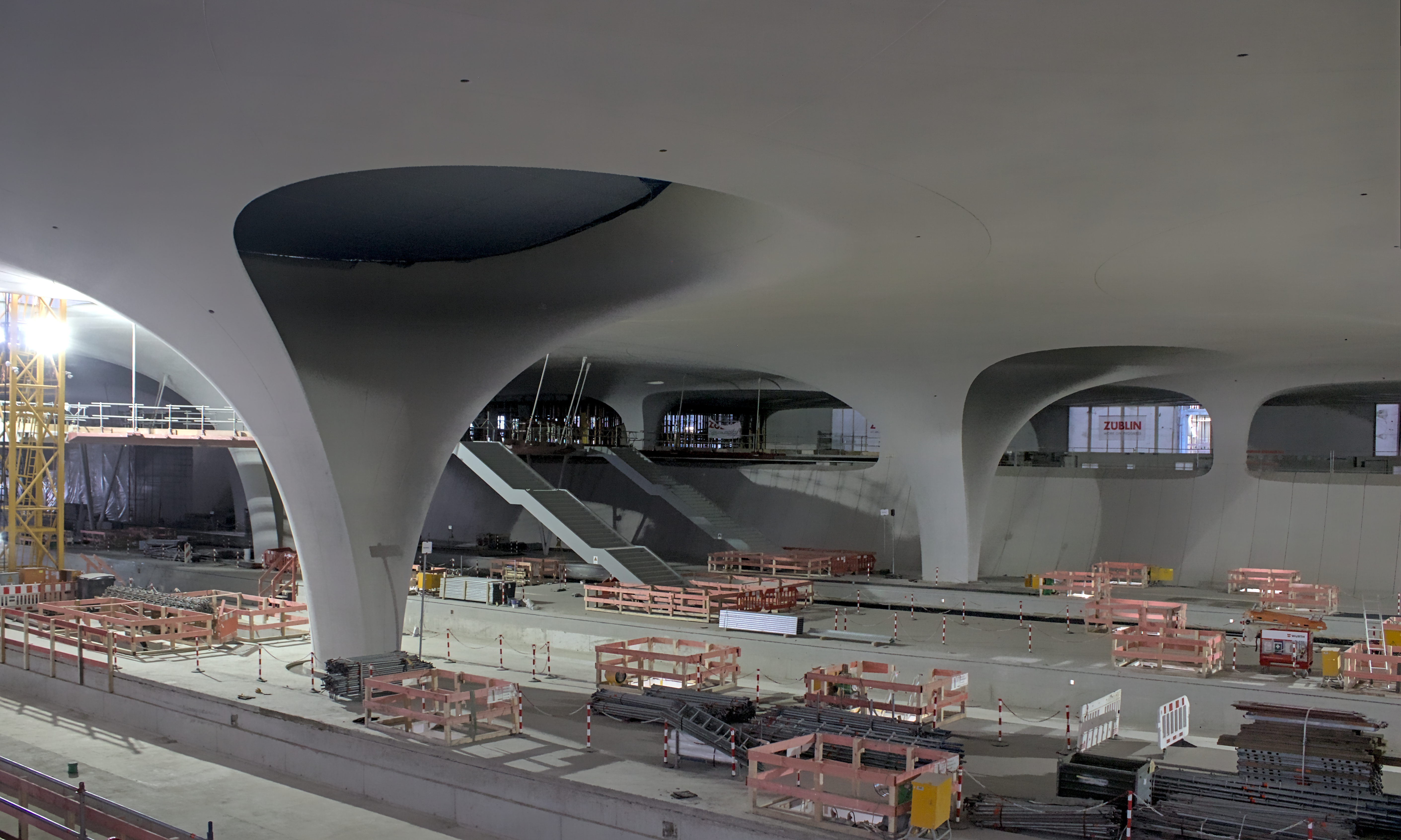
Octobre 2024

Approuvé en 2005, le projet controversé Stuttgart 21 prévoit de convertir la gare terminus grandes lignes en une gare de passage souterraine ; il inclut la démolition des ailes latérales du bâtiment, avec l'élimination des quais et voies de la gare terminus. Anciennement en cul-de-sac, le gare deviendrait ainsi un nœud ferroviaire au cœur de l'Europe, entre Paris et Budapest, via Munich et Vienne. Le temps de trajet serait dès lors divisé par deux, dans le but de réduire l'usage de l'automobile dans la région. De 16 voies en surface, on passera à 8 voies souterraines. La station traversante souterraine est configurée à un angle de 90 degrés angle par rapport à la gare actuelle. Un écoquartier de 6000 logements est prévu pour être érigé sur le site des anciennes voies. Les travaux commencent en 2010 et sont toujours en cours. Leur coût a doublé, atteignant 8,2 milliards d'euros en 2021. 
Les Verts sont particulièrement opposés au projet. Jusqu'en 2021, plus de 500 manifestations ont déjà eu lieu, parfois émaillées de violences, tandis qu'un référendum de ratification a été organisé. Un projet alternatif, appelé Kopfbahnhof 21, envisage le maintien et une profonde modernisation de la gare terminus existante. Ce projet a le soutien d'experts en architecture, qui citent la structure actuelle comme un exemple unique de l'architecture des années 1920. Ils critiquent en particulier la démolition prévue des ailes latérales du bâtiment, ce qui altérerait considérablement le caractère du bâtiment dans son ensemble[réf. nécessaire].
Le 25 novembre 2009, les conservateurs de l'UNESCO ont proposé d'inclure le bâtiment au Patrimoine mondial, poussant les autorités de la ville et de la Deutsche Bahn à abandonner la démolition partielle du complexe conçu par Paul Bonatz prévue dans le cadre du projet Stuttgart 21.